# Cerura
Cerura – rodzaj motyli z rodziny garbatkowatych.
Są to motyle o krępym ciele porośniętym wełnistym owłosieniem. Głowa jest zaopatrzona w słabo owłosione oczy złożone, krótkie głaszczki oraz krótsze od połowy przedniego skrzydła, grzebykowate, przy czym u samicy ząbkowane bardzo drobno czułki, natomiast pozbawiona jest ssawki i przyoczek. Tułów jest szeroki. Skrzydła mają białe lub popielatobiałe tło, czarny wzór i ciemne żyłki. Przednie skrzydła są wydłużone, zaś tylne owalne, niewielkich rozmiarów. Tylne odnóża mają jedną parę ostróg na goleniach. Odwłok jest duży, cylindrycznego kształtu.
Gąsienice są foliofagami, żerującymi na liściach drzew. Wśród ich roślin żywicielskich wymienia się rodzaje: brzoza, migdałecznik, olsza, topola i wierzba. Jeśli potrzebne jest zimowanie, to odbywa się ono w stadium poczwarki. Owady dorosłe są aktywne nocą i przylatują do sztucznych źródeł światła.
Rodzaj zamieszkuje krainy: palearktyczną i orientalną, od Europy Zachodniej i Afryki Północnej po Wyspy Japońskie, Tajwan, Indonezję i Timor. W Polsce reprezentowany jest przez dwa gatunki: widłogonkę siwicę i rzadką widłogonkę gronostajkę.
Takson ten wprowadzony został w 1802 roku przez Franza de Paulę von Schranka. Zalicza się doń 19 opisanych gatunków:
- Cerura australis Scott, 1864
- Cerura candida  Lintner, 1878
- Cerura dayongi Schintlmeister & Fang, 2001
- Cerura delavoiei (Gaschet, 1876)
- Cerura erminea (Esper, 1783) – widłogonka gronostajka
- Cerura felina Butler, 1877
- Cerura iberica (Ortiz & Templado, 1966)
- Cerura kandyia Moore
- Cerura liturata Walker, 1855
- Cerura malaysiana Holloway, 1982
- Cerura menciana Moore, 1877
- Cerura multipunctata Bethune-Baker, 1904
- Cerura priapus Schintlmeister, 1997
- Cerura przewalskyi (Alphéraky, 1882)
- Cerura rarata Walker, 1865
- Cerura scitiscripta Walker, 1865
- Cerura subrosea (Matsumura, 1927)
- Cerura tattakana Matsumura, 1927
- Cerura timorensis Kiriakoff, 1970
- Cerura thomasi Schintlmeister, 1993
- Cerura vinula (Linnaeus, 1758) – widłogonka siwica